# ASL (motorfiets)
ASL is een historisch Brits merk van motorfietsen.
De bedrijfsnaam was: Associated Springs Ltd., later Air Springs Ltd. en A.S.L. Mfg. Co., Stafford.
Associated Springs maakte luchtveren, maar ging in 1909 motorfietsen produceren. Mogelijk deed men dat om de vering aan te prijzen. De machines hadden dan ook luchtvering vóór en achter, terwijl motorfietsen in die tijd meestal helemaal geen, soms alleen voorvering hadden. Voor de aandrijving deed men een beroep op inbouwmotoren van Peugeot, zowel eencilinders als V-twins. In 1910 werden de eencilinders vervangen door Fafnir blokken. In 1911 veranderde men de bedrijfsnaam in "Air Springs" en ging men inbouwmotoren van White & Poppe en JAP gebruiken, in 1912 werd het weer Fafnir en Precision. In 1913 maakte men een bijzonder model met een tweeversnellingsbak die vóór het motorblok zat. Deze werd door een ketting vanaf de krukas aangedreven. Vanaf de versnellingsbak werd het achterwiel door een riem aangedreven. Klanten konden ook kiezen voor een conventioneel geplaatste drieversnellingsbak. In 1914 werden eencilinder- en V-twin Precision-motoren en een 5pk-Fafnir V-twin toegepast. Ze hadden een Sturmey-Archer drieversnellingsbak. In 1915 eindigde de productie van motorfietsen bij Air Springs Ltd. In de loop der jaren waren waarschijnlijk ook nog inbouwmotoren van het kleine merk Simms toegepast.